# Đài tưởng niệm Willy Brandt, Warszawa

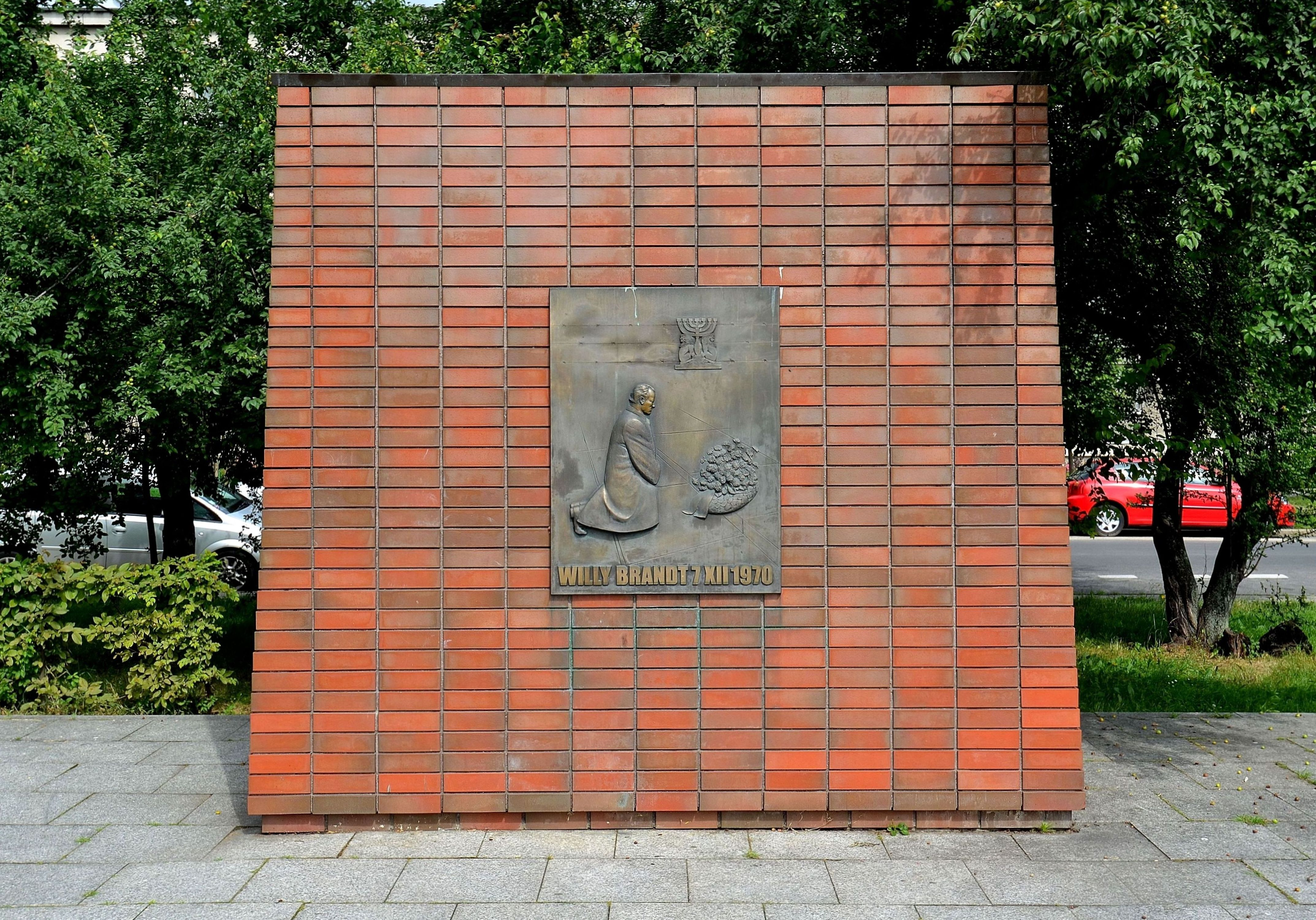
Đài tưởng niệm Willy Brandt ở Warsaw, Ba Lan (2013)

Đài tưởng niệm Willy Brandt ở Warsaw (tiếng Ba Lan: Pomnik Willy’ego Brandta w Warszawie) là một tượng đài tọa lạc tại Quảng trường Willy Brandt, Warsaw, Ba Lan, gần Bảo tàng Lịch sử của người Do Thái Ba Lan.
Tượng đài được xây dựng nhằm kỷ niệm sự kiện đặc biệt: Ngày 7 tháng 12 năm 1970, khi đặt vòng hoa tại Đài tưởng niệm các anh hùng Ghetto, Thủ tướng Đức Willy Brandt đã bất ngờ lùi lại và quỳ xuống sau khi điều chỉnh dây thắt lưng ngay ngắn. Hành động này được xem là lời thú tội công khai thay mặt các tội ác man rợ của Đức Quốc Xã và là lời tri ân tới những người Do Thái bị sát hại trong cuộc diệt chủng cũng như tất cả nạn nhân do Chiến tranh thế giới thứ hai. Tượng đài được chính thức khánh thành vào ngày 6 tháng 12 năm 2000, nhân kỷ niệm 30 năm sau sự kiện này. Buổi khánh thành có sự tham dự của Thủ tướng Đức Gerhard Schröder, Thủ tướng Ba Lan Jerzy Buzek, cũng như Phu nhân của Willy Brandt (Brigitte Seebacher-Brandt) và nhà văn Günter Grass (thành viên của phái đoàn Đức vào năm 1970 và là nhân chứng cho những sự kiện đó).
Nhà điêu khắc Czechowska-Antoniewska và kiến trúc sư Piotr Drachal chịu trách nhiệm thiết kế tượng đài cũng như kiến trúc cảnh quan xung quanh.